# Centrifugaalpomp

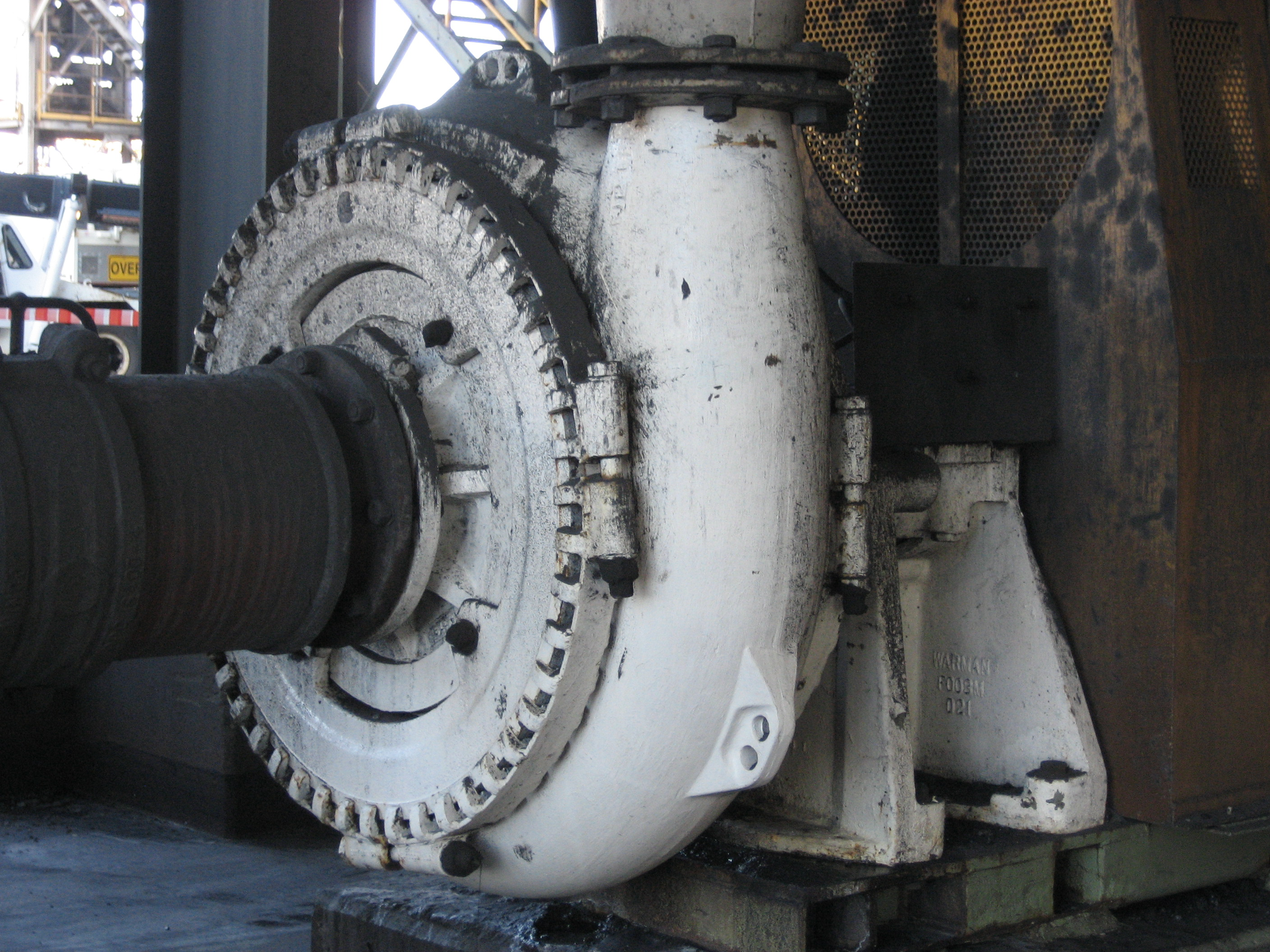
Pomphuis ("slakkenhuis") van een centrifugaalpomp. Links de aanvoerzijde, boven de afvoerzijde

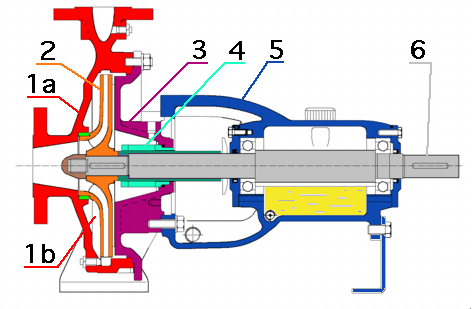
1a: Pomphuis, 2: Waaier, 3: Pakkingbusdeksel,4: Asafdichting,5: Lagerstoel en 6: Pompas.

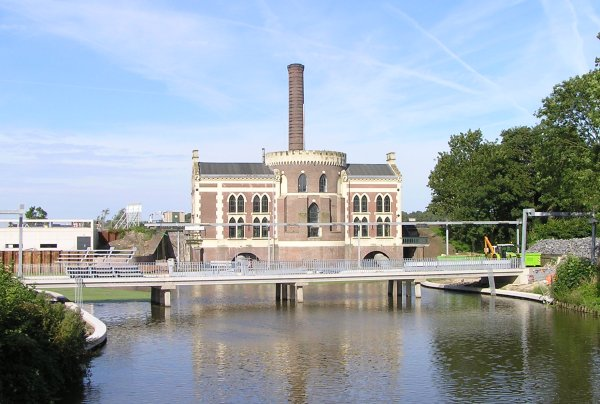
Stoomgemaal Gemaal De Lynden van de Haarlemmermeerpolder heeft centrifugaalpompen gehad.

Een centrifugaalpomp is een type turbopomp, die een vloeistof verpompt met een draaiend rad (rotor of waaier).

## Geschiedenis
Echte centrifugaalpompen werden pas ontwikkeld aan het einde van de 17e eeuw toen Denis Papin er één bouwde met rechte schoepen. Gebogen schoepen werden geïntroduceerd door de Britse uitvinder John Appold in 1851. In Nederland werd deze pomp ongeveer tien jaar later ingevoerd door de Harlingse machinefabriek Harmens & Penning als vertegenwoordiger van de Engelse firma Easton, Amos & Sons uit Londen. In 1862 wordt voor de droogmaking van de Bullewijker en Holendrechter polder onder Ouderkerk het eerste stoomcentrifugaalpompgemaal gebouwd. In  1864/65 wordt ook de Noordmeerpolder onder Broek in Waterland drooggemalen met een stoomcentrifugaalpompgemaal. In 1869 wordt voor de droogmaking van de Willem Alexanderpolder tussen Rotterdam en Nieuwerkerk twee stoomcentrifugaalpompgemalen en een vijzelgemaal gebruikt. Tussen 1877 en 1881 groeide het aantal centrifugaalpompgemalen van 204 naar 403.

## Werking
Centrifugaalpompen verpompen de vloeistof door middel van centrifugaalkrachten. De eenvoudigste centrifugaalpomp bestaat uit een waaier die in een pomphuis kan ronddraaien. Op het pomphuis zijn de zuigleiding en de persleiding aangesloten. Een standaard centrifugaalpomp is niet in staat lucht te verpompen en is derhalve niet-zelfaanzuigend.
Op de waaier staan de schoepen. De schoepen zijn meestal naar achter gebogen. Als de waaier gaat draaien krijgt de vloeistof, die in de waaier zit, een tangentiële snelheid (= snelheid in de richting van de cirkelomtrek). De middelpuntvliedende kracht (van de as naar de cirkelomtrek toe) die hierbij optreedt, zorgt ervoor dat de vloeistof naar de buitenomtrek van de waaier wordt gedrukt. Hierbij wordt de mechanische energie van de rotatie van de waaier omgezet in potentiële en kinetische energie. De pompfabrikanten leggen zich al jaren op toe om de vorm van de schoepen voortdurend te verbeteren, teneinde een zo gunstig mogelijke opbrengst met zo hoog mogelijk rendement te verkrijgen. De opvoerdruk die zo bekomen kan worden, is evenzo afhankelijk van deze vorm. 
De drukverhoging is de potentiële energie en de toename van de snelheid is de kinetische energie. Men streeft naar een zo groot mogelijke druk. Dus is de snelheid van de vloeistof een ongewenst bijverschijnsel want de snelheid waarmee de vloeistof uit de waaier stroomt is te groot om gelijk in de persleiding gestuwd te worden. Daardoor treden wervelingen op die voor een drukverlaging zorgen. Een grote snelheid geeft dus grote verliezen, dus dient de diameter van de persleiding groter te worden gekozen. 
De snelheid van de vloeistof veroorzaakt ook een drukverhoging. Men probeert die snelheid om te zetten in druk. Die omzetting van snelheid in druk gebeurt in de diffusor, waar de kanalen geleidelijk wijder worden en waar de kinetische energie omgezet wordt in potentiële energie. Bij pompen waarbij de uittreedsnelheid trager is dan 15 m/s doet het pomphuis dienst als diffusor. Door het spiraalvormige pomphuis wordt een deel van de snelheid omgezet in druk. Vanwege de vorm van het pomphuis wordt deze ook 'slakkenhuis' genoemd.
De centrifugaalpomp is een van de meest gebruikte pompen, vooral voor het transport van vloeistoffen, zonder druk toe te voegen. De pomp wordt gebruikt in de procesindustrie, maar ook in de winning en zuivering van drinkwater en de verwerking van afvalwater en wordt eveneens vaak toegepast op baggerschepen.
De constructie is over het algemeen eenvoudiger dan die van verdringerpompen, wat meestal resulteert in een lagere aanschafprijs. Die lage aanschafprijs loopt echter snel op indien de pomp moet worden ingezet voor verpompen van abrasieve of corrosieve vloeistoffen. Daarnaast kan de pomp moeilijk als zelfstandige doseerpomp worden ingezet. Voor een bepaalde pomp is namelijk geen vast debiet, dit is afhankelijk van het werkingspunt van de pomp. Hier heeft een verdringerpomp al dikwijls meer voordelen dan een centrifugaalpomp.

## Circulatiepomp
Een bekend type circulatiepomp is die in centrale verwarming. Bij dit type is de waaier direct gekoppeld aan de rotor van de elektromotor. Tussen het rotor- en statorgedeelte is een scheidingsbus aangebracht die het vloeistofgedeelte zonder asdoorvoer volledig opsluit. De pomp is dus pakkingbusloos en daardoor lekvrij. Het roterende gedeelte wordt gelagerd in binnenliggende glijlagers, vloeistofgesmeerd en derhalve slechts geschikt voor niet-verontreinigde vloeistoffen. De zuig- en persaansluiting zijn meestal in-line.
Sinds kort is een energielabel voor de CV-pompen beschikbaar. Het A-label is uiterst energiezuinig. De doorsneepomp in 2005 had een klasse D. Nieuwe pompen met het B-label zijn beschikbaar en voor een meerprijs wordt pomp met een A-label geplaatst.

## Problemen met centrifugaalpompen
- Een belangrijk nadeel bij de centrifugaalpomp (en andere turbopompen) is cavitatie. Door hoge snelheden kan op sommige locaties in de pomp de druk in de vloeistof lager worden dan de dampdruk. Als de druk lager is dan de dampdruk, verdampt de vloeistof daar plaatselijk en ontstaan dampbellen. Dit heeft twee grote nadelen: cavitatie-erosie en dampbelobstructie. Cavitatie-erosie ontstaat wanneer de dampbellen terug in zones van hogere druk komen en imploderen. Deze implosies veroorzaken schokgolven die de materiële delen van de pomp kunnen beschadigen. Oplossingen hiervoor zijn van een zodanig profiel gebruikmaken dat de bellen weggeleid worden van de materiële delen of er uiteraard voor zorgen dat de druk niet te laag wordt. Dampbelobstructie is de hindering die de dampbellen vormen voor de stroming, zo kan het ideale stromingspatroon verstoord worden met efficiëntie- en debietsdalingen tot gevolg. Zie ook NPSH.

- Asafdichting.
- Teneinde de pomp goed te laten functioneren, mag de vloeistof niet te viskeus zijn.
- Een gewone centrifugaalpomp is niet zelfaanzuigend. Dit betekent dat - wanneer de centrifugaalpomp niet gevuld is met water - ze zelfs theoretisch niet kan werken. De Eulerse opvoerdruk is evenredig met de dichtheid van het fluïdum. De dichtheid van lucht is circa 800 maal kleiner dan die van water. Dus zelfs theoretisch is het onmogelijk water te verpompen, indien de pomp gevuld is met lucht.